# 短葶韭
短葶韭（学名：Allium nanodes）为葱科葱属的植物，为中国的特有植物。分布在中国大陆的云南、四川等地，生长于海拔3,300米至5,200米的地区，多生长在草地、干旱山坡和高山灌丛一步步，目前已由人工引种栽培。